# Austrosaropogon claviger
Austrosaropogon claviger là một loài ruồi trong họ Asilidae. Austrosaropogon claviger được Hardy miêu tả năm 1934. Loài này phân bố ở miền Australasia.